# Abigail en Brittany Hensel
Abigail Loraine Hensel en Brittany Lee Hensel (Carver County, 7 maart 1990) zijn een Amerikaanse dicefalische (tweehoofdige) Siamese tweeling. Het hoofd van Brittany is links en van Abigail rechts. Zij hebben twee wervelkolommen die vast zitten aan het bekken. Zij hebben twee magen en vier longen. Bij hun geboorte hadden ze drie armen; één arm, die was gesitueerd tussen hun hoofden, was onderontwikkeld en daardoor onbruikbaar, deze is geamputeerd in de vroege kinderjaren, zodat ze nu samen nog twee armen hebben.

## Achtergrond
Abigail en Brittany Hensels ouders zijn Patty en Mike Hensel, respectievelijk verpleegkundige en timmerman/hovenier. Toen de tweeling werd geboren, besloten de ouders hen niet te laten scheiden. Daar zij vele lichamelijke functies delen zou een scheidingsoperatie zeer riskant zijn en zij zouden zonder enige twijfel in een rolstoel belanden. De ouders hebben geen spijt van hun beslissing, de tweeling zelf heeft de wens geuit niet te willen worden gescheiden.
Beide vrouwen beheersen één deel van hun niet gescheiden lichaam, zo ook met de coördinatie, zij lopen en rennen op een normale manier. Ze hebben hobby's, doen aan sport o.a. volleybal, basketbal, zwemmen, fietsen en zingen. Op hun twaalfde jaar ondergingen zij een operatie aan het Gillette Children's Specialty Healthcare om de aandoening scoliose te behandelen en hierdoor hun ruggenwervels te corrigeren alsmede de borstkas te vergroten waardoor toekomstige ademhalingsmoeilijkheden worden voorkomen.
De beide zenuwstelsels zijn aan elkaar verbonden en gedeeltelijk gedeeld, wat hen in staat stelt om activiteiten te coördineren zoals rennen, pianospelen en autorijden. Elke vrouw schrijft met haar eigen hand, zij gebruiken regelmatig de computer en typen dan normaal met twee handen, één aan beide zijden van het toetsenbord.
Ondanks het feit dat zij hun lichaam delen, hebben beide vrouwen verschillende smaken waar het gaat om eten en kleding. Een naaister past hun kleding aan, zodat ze twee aparte kragen hebben. Dit benadrukt hun individualiteit.
Anno 2022 zijn de twee onderwijzer aan de 5th grade van de Sunnyside Elementary School in New Brighton, Minnesota.
De tweeling heeft een jongere broer, Dakota, en een jongere zuster, Morgan. Abigail en Brittany studeerden aan een protestantse privéschool en zijn afgestudeerd in 2008.

### Documentaires
Zij verschenen in de documentaire Joined for Life (verbonden voor het leven) op Discovery Channel in april 1996 en september 1998, toen zij respectievelijk zes en acht jaar oud waren. Zij verschenen ook in de talkshow van Oprah Winfrey op 8 april en 29 april 1996. In september 1998 waren zij te zien in het magazine Life met als kop op de cover The Hensels' Summer. In 2003, op 11-jarige leeftijd, werd opnieuw een artikel, in Time, aan hen besteed om hun verhaal te actualiseren.
Zij verschenen eveneens in een documentaire op The Learning Channel op 17 december 2006, die is gefilmd rond om hun 16e verjaardag. In deze documentaire komen onderwerpen als puberteit, het behalen van een rijbewijs en uitgaan aan de orde.
Abby Hensel is in 2021 getrouwd.

## Organen
De meeste van Abigails en Brittany's gedeelde organen zijn gesitueerd onder hun middel.
- 2 hoofden
- 2 armen — bij de geboorte waren dit er 3, maar de korte en misvormde centrale arm is geamputeerd.
- 2 wervelkolommen en ruggenmergen die opgaan in het bekken. Een corrigerende operatie verloste hen van scoliose.
- 4 longen — Een operatie vergrootte hun borstkas, opdat eventuele ademhalingsproblemen worden voorkomen.
- 2 borsten
- 2 harten in een gedeelde bloedsomloop — medicijnen die worden ingenomen hebben effect op beide vrouwen.
- 1 lever
- 2 magen
- 3 nieren
- 1 dikke darm
- 1 dunne darm
- 1 bekkenbodem
- 2 benen

## Video's op YouTube
- Due Ragazze con un corpo solo op YouTube
- Siamese Twin Girls op YouTube